# Robert Alban
Robert Alban, nascido a 9 de fevereiro de 1952 em Saint-André-d'Huiriat, é um ex-ciclista francês, cuja carreira profissional desenvolveu-se entre 1975 e 1985. Tem sido parceiro de equipa de Raymond Poulidor, Joop Zoetemelk, Bernard Vallet, Mariano Martínez e de Stephen Roche entre outros.

## Palmarés

### Estrada
- 1976
  - Grand Prix de Plumelec

- 1981
  - Grand Prix de Plumelec
  - 3.º no Tour de France, mais 1 etapa

- 1982
  - 1 etapa da Dauphiné Libéré

### Cyclo-cross
- 1977
  - 2.º no Campeonato da França de ciclo-cross

- 1980
  - 2.º no Campeonato da França de ciclo-cross

## Resultados nas Grandes Voltas e Campeonatos do Mundo
| Corrida            | 1975 | 1976 | 1977 | 1978 | 1979 | 1980 | 1981 | 1982 | 1983 | 1984 |
| ------------------ | ---- | ---- | ---- | ---- | ---- | ---- | ---- | ---- | ---- | ---- |
| Giro d'Italia      | -    | -    | -    | -    | -    | -    | -    | -    | -    | -    |
| Tour de France     | -    | -    | -    | -    | 19.º | 11.º | 3.º  | 11.º | 5.º  | 38.º |
| Volta a Espanha    | -    | -    | -    | -    | -    | -    | -    | -    | -    | -    |
| Mundial em Estrada | -    | -    | -    | -    | -    | Ab.  | -    | -    | -    | -    |

-: não participa

Ab.: abandono